# Zosterops montanus
Zosterops montanus е вид птица от семейство Zosteropidae.

## Разпространение
Видът е разпространен в Индонезия, Източен Тимор и Филипините.